# Reppiner Burg

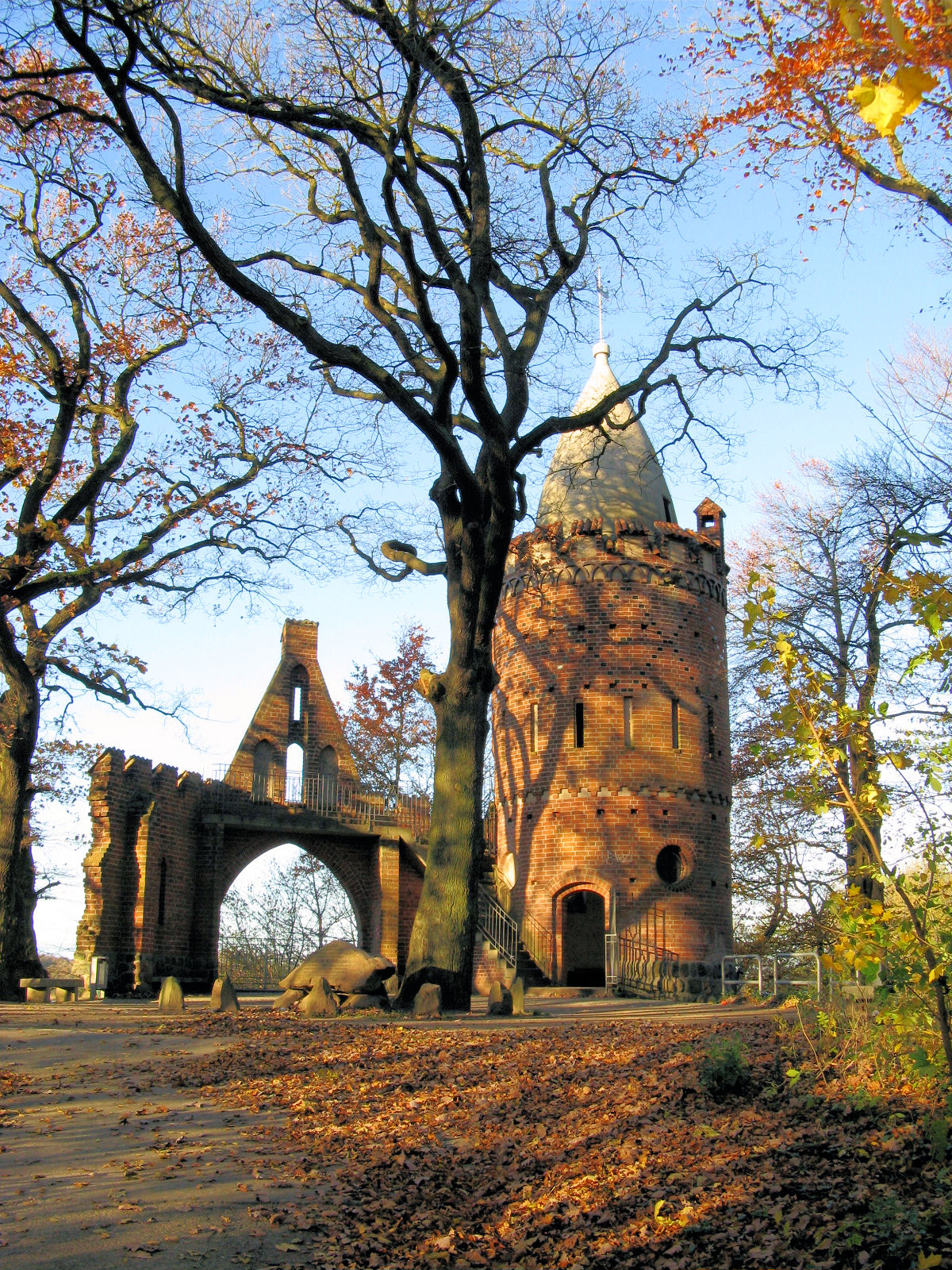
Reppiner Burg

Die Reppiner Burg ist eine künstliche Ruine, welche im Jahr 1907 beabsichtigt als unvollständige Burganlage am Südufer des Schweriner Sees errichtet wurde. Heute liegt sie innerhalb des Stadtgebiets von Schwerin in Mecklenburg-Vorpommern.

## Lage
Die Burg liegt auf einer ufernahen Erhöhung der in den Schweriner Innensee ragenden Halbinsel Reppin im Stadtteil Mueß der mecklenburg-vorpommerschen Landeshauptstadt in einem Laubwald. Die Reppiner Burg ist über Wanderpfade oder den Wasserweg zu erreichen. Von der Aussichtsplattform auf dem Bergfried hat man Aussicht auf den Schweriner See, die beiden Inseln Kaninchenwerder und Ziegelwerder und die Silhouette der Schweriner Innenstadt am Westufer des Sees.

## Anlage
Die Reppiner Burg besteht aus einem Bergfried mit kegelförmigem Dach und Metallspitze und einem angeschlossenen Torbogen mit Wehrgang. Im Turm befindet sich ein Aufenthaltsraum mit gemauertem Grillplatz. Eine Treppe an der Außenseite führt nach insgesamt 52 Stufen durch das Obergeschoss des Turms auf die Aussichtsplattform. Der Wehrgang über dem Torbogen ist ebenfalls begehbar.
Das Bauwerk im neoromantischen und neogotischen Stil vermittelt durch Wehrgänge und Schießscharten den Eindruck einer Wehranlage. Es diente aber angesichts der späten Erbauung nie Verteidigungszwecken, sondern nur der Staffage.

## Geschichte

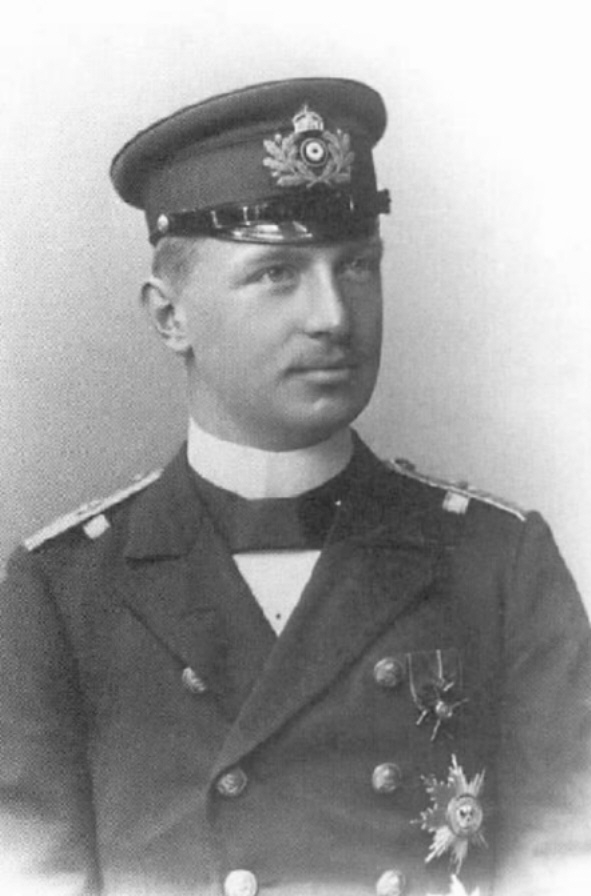
Friedrich Wilhelm zu Mecklenburg

Bereits Georg Christian Friedrich Lisch ging davon aus, dass die Halbinsel Reppin schon von Slawen besiedelt war und sich hier ein slawischer Burgwall befand. Dafür sprechen die Lage des Walls sowie archäologische Funde im Bereich der Halbinsel, so befinden sich in der Nähe ehemalige Tongruben und Abfälle einer Ziegelproduktion. Selbst der Name lässt sich aus dem slawischen Repin ableiten und bedeutet so viel wie Rübenland oder Rübendorf, was auf eine landwirtschaftliche Nutzung in dieser Zeit schließen lässt.

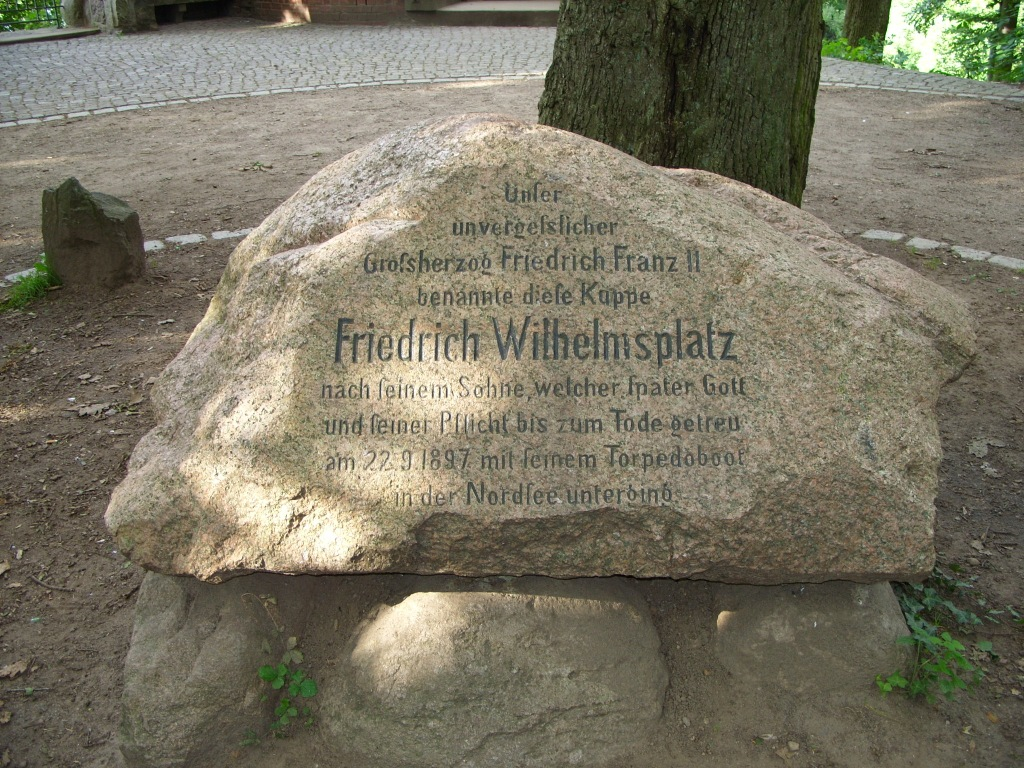
Friedrich-Wilhelm-Denkmal vor der Burg

Um 1860 war der Reppin bereits ein beliebtes Ausflugsziel der Schweriner. Schon vor 1880 wurde der Platz, an dem später die Burg entstand, nach Friedrich Wilhelm, einem Sohn Friedrich Franz II., benannt. Anlässlich seines frühen Todes 1897 durch die Kenterung des von ihm befehligten Torpedoboots in der Nordsee wurde 1899 ein Denkmal in Form eines Findlings aufgestellt. Die Errichtung der Burganlage erfolgte 1907 im Auftrag der Gemeinnützigen Gesellschaft nach dem Motto „eine unvollendete Burg für ein unvollendetes Leben“ und den Plänen des Baudirektors Gustav Hamann, von dem auch der auf der Insel Kaninchenwerder befindliche Aussichtsturm stammt. Eine kurz darauf errichtete Gaststätte ist genauso wie ein Kiosk seit den 1950er Jahren nicht mehr vorhanden. Aussichtsturm und Umfeld wurden nach der Wende von der Zukunftswerkstatt Schwerin e. V. saniert und restauriert.
Koordinaten: 53° 36′ 16,5″ N, 11° 29′ 8,8″ O